# マラビ

1650年代のマラビ帝国の領土

マラビまたはマラウィ（Maravi）は、 16世紀頃から19世紀末まで存在したアフリカの君主国である。本稿では、マラビを構成した複数民族の総称であるマラビ族についても述べる。

## 概要
16世紀ごろ、現在のマラウイにあるマラウイ湖周辺のバントゥー系民族により建国された。マラビ (Maravi) とはチェワ語で「炎」を意味する言葉であり、現在の国家の名称であるマラウイ (Malawi) もこれに由来する。マラビの領土は非常に大きく拡大し、北はトゥンブカ族とトンガ族の領土を含み、南はシーレ川下流域まで、西はルアングワ川やザンベジ川流域まで達したといわれる。
マラビの支配者は、フィリ (Phiri) の氏族でカロンガ (Kalonga) の肩書きを持つものであり、マンチンバ (Manthimba) を統治していた。19世紀には、マラビは近隣の部族であるヤオ族による攻撃を頻繁に受け、捕らえられた者は奴隷として売られた。デイヴィッド・リヴィングストンが1859年にニアサ湖（マラウイ湖）を訪れた後、プロテスタントの宣教師がその後に続いた。1891年には、イギリスによって保護領のイギリス中央アフリカ保護領とされて植民地となったことで、マラビは歴史上から姿を消した。
なお、マラビ族 (Maravi) は、マラウイ、ザンビア、ジンバブエ、モザンビークにおける複数の部族 (black tribes) の総称でもある。現在のマラビ族はチェワ語（マラウイの公用語）のほか、複数の通用語を用いている。すなわち、モザンビークでの公用語はポルトガル語であり、マラウイ、ザンビア、ジンバブエでの公用語は英語である。